# Ampelocissus rupicola
Ampelocissus rupicola är en vinväxtart som beskrevs av William Grant Craib. Ampelocissus rupicola ingår i släktet Ampelocissus och familjen vinväxter. Inga underarter finns listade i Catalogue of Life.